# New Brunswick Coal and Railway
Die New Brunswick Coal and Railway war eine Eisenbahngesellschaft in der kanadischen Provinz New Brunswick. Sie wurde am 3. April 1901 gegründet und baute die westliche Verlängerung der Central Railway von Chipman aus in Richtung der Provinzhauptstadt Fredericton. Die normalspurige Strecke ging 1903 von Chipman bis Minto (20,3 Kilometer) in Betrieb, die Bauarbeiten wurden dann jedoch eingestellt.
Im gleichen Jahr erfolgte die Fusion mit der Central Railway, wodurch sich die Streckenlänge auf 92 Kilometer erhöhte. Die kanadische Regierung kaufte die Gesellschaft am 14. April 1905. Die geplante Verlängerung in Richtung Fredericton wurde später durch die Fredericton and Grand Lake Coal and Railway gebaut. Die Canadian Pacific Railway pachtete beide Gesellschaften am 4. November 1914 und führte den Betrieb weiter. Die Strecke ist mittlerweile stillgelegt.